# Notre-Dame-du-Pré
Notre-Dame-du-Pré è un comune francese di 279 abitanti situato nel dipartimento della Savoia della regione dell'Alvernia-Rodano-Alpi.

## Società

### Evoluzione demografica
Abitanti censiti